# Anders Zorn

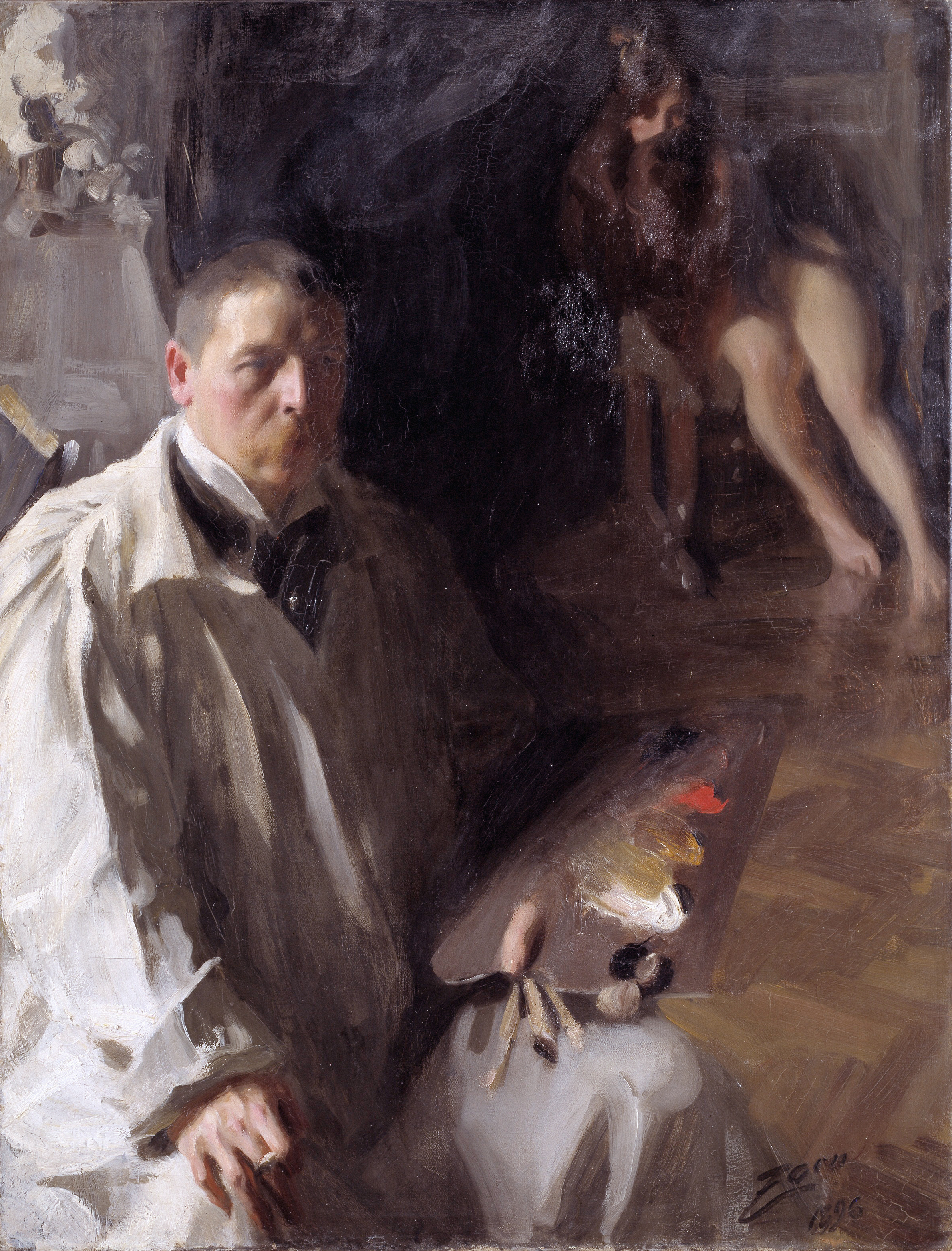
Autoportret al lui Anders Zorn (1896)

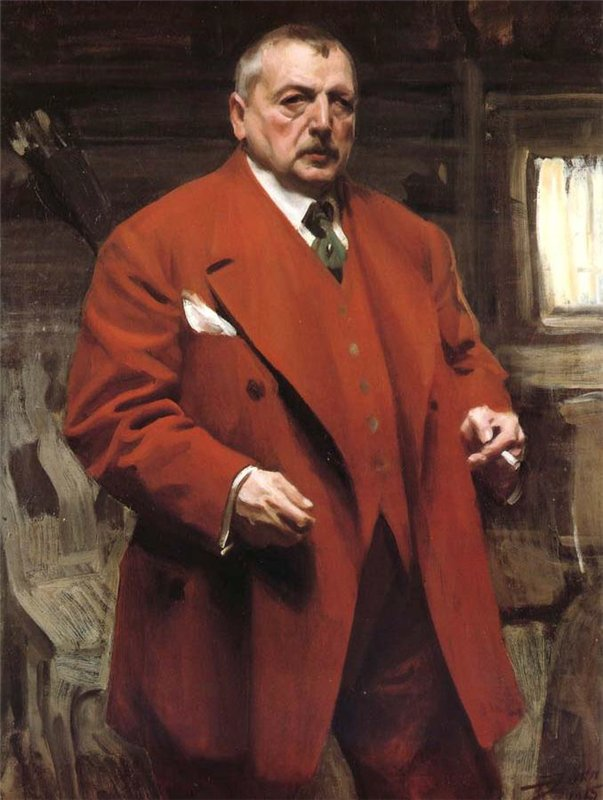
Autoportret în roşu, Anders Zorn1915

Anders Leonard Zorn (n. 18 februarie 1860, Yvraden, lângă Mora, Dalarna, Suedia - d. 22 august 1920, Mora) a fost un pictor, gravor și sculptor suedez, care a pictat peisaje în stil naturalist și portrete în acuarele și ulei. 

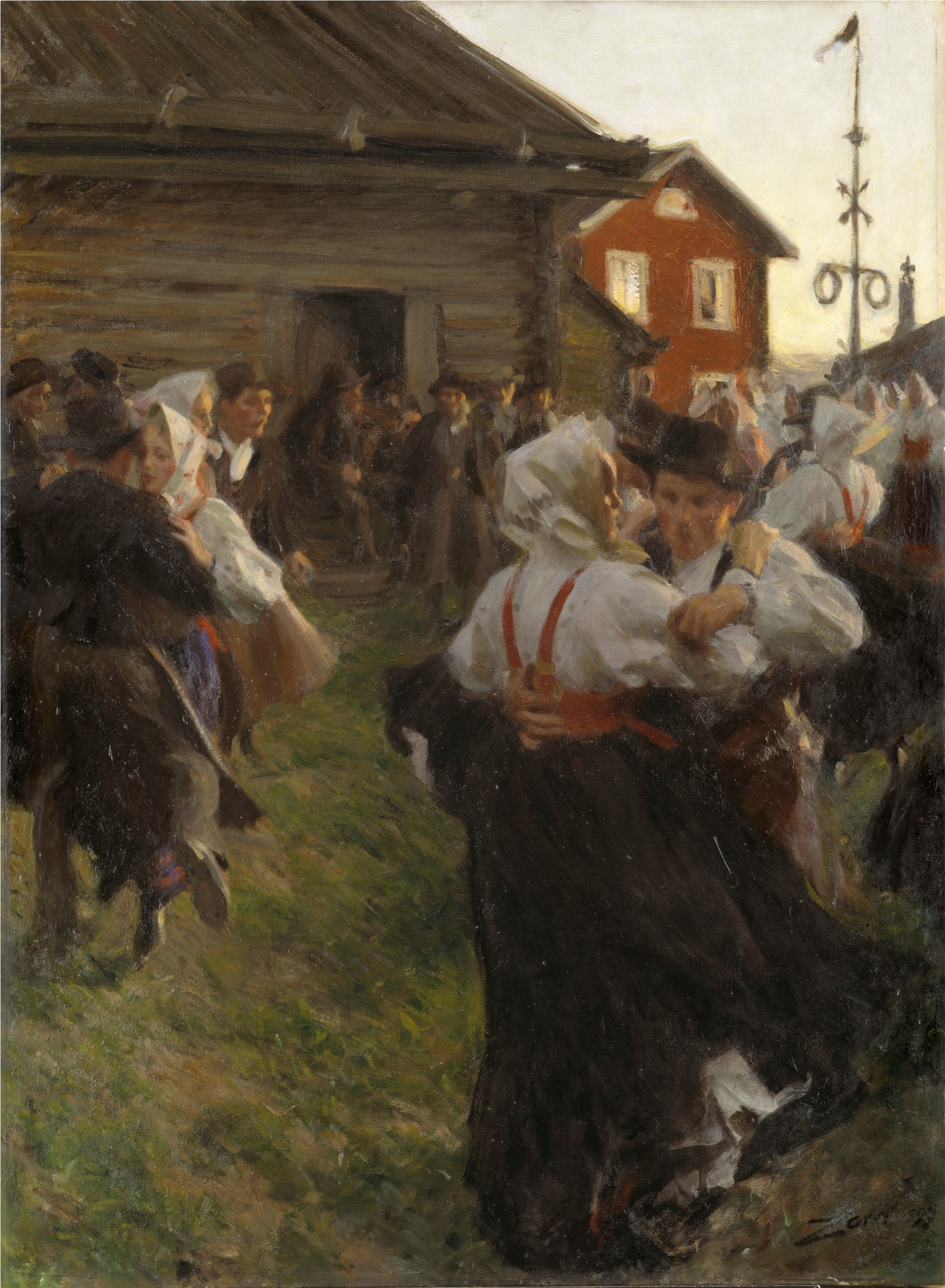
Schwedischer midsommar (1897)

În 1881 a absolvit Academia din Stockholm, după care a călătorit mult, la Londra, Paris, în Balcani, Spania, Italia și SUA. Primele sale lucrări erau în special acuarele strălucitoare și luminoase, pentru ca în anul 1887 să trecă numai la pictura în ulei.
Este cunoscut pentru picturile cu scene de viață rustică din Dalarna, zonă a Suediei în care s-a născut, și pentru nudurile feminine în aer liber. A fost un reputat portretist. Printre modelele sale se numără și trei președinția ai SUA, pictați în cele șapte călătorii făcute în America.
A fost contemporan și prieten cu pictorii Edvard Munch și Max Liebermann, pe care i-a și pictat în unul din tablourile sale.
În anul 1900 a fost aclamat la Expoziția Universală de la Paris, primind și decorația Legiunea de onoare. A fost bun prieten cu Auguste Rodin.
Dintre operele sale, mai cunoscute sunt: Portretul lui Rodin, Efectul nopții și Toast la societatea „Idun”.